# یاروسلاو وولاک
یاروسلاو وولاک (آلمانی: Jaroslav Volak؛ زادهٔ ۷ ژوئیهٔ ۱۹۱۵ - درگذشته نامشخص) بازیکن هندبال اهل اتریش بود.